# Laurent Bucyibaruta
Laurent Bucyibaruta, né en 1944 dans la province de Gikongoro et mort le 6 décembre 2023 à Troyes,, est un haut fonctionnaire rwandais. 
En juillet 2022, il est condamné à 20 ans de prison par la cour d'assises de Paris pour complicité de génocide et crimes contre l'humanité pour des crimes commis pendant le génocide des Tutsi d'avril 1994.

## Biographie

### Carrière
Laurent Bucyibaruta est préfet de Kibungo entre 1985 et 1992. En 1992, il est nommé préfet de Gikongoro et chef du comité préfectoral du mouvement de jeunesse Interahamwe. Selon l'acte d’accusation du TPIR, il est accusé de génocide, complicité de génocide, incitation directe et publique à commettre le génocide, extermination, assassinat, viol, et crime contre l'humanité pendant le génocide des Tutsi d'avril 1994.

### Parcours judiciaire
Laurent Bucyibaruta a fait l’objet d'un mandat d’arrêt international émis par le Tribunal pénal international pour le Rwanda (TPIR) pour son rôle présumé dans le génocide au Rwanda de 1994, qui a fait entre 800 000 et 1 million de morts. Il est arrêté en France en juillet 2007.
La cour d'appel de Paris l'a remis en liberté le 1er août 2007. La chambre de l'instruction a estimé que le mandat d'arrêt du TPIR ne pouvaient pas être mis à exécution, notamment au regard de la loi sur la présomption d'innocence. Elle a donc ordonné sa libération immédiate. Le parquet général ne s'est pas pourvu en cassation. Une deuxième demande d'extradition internationale a également été annulée par la justice française. En novembre 2007, le TPIR s'est dessaisi de l'affaire au profit de la justice française.
En décembre 2018, le juge d'instruction ordonne son renvoi devant la cour d'assises.
Son procès devant la cour d'assises à Paris s'ouvre en mai 2022,. L'accusation requiert la perpétuité. Laurent Bucyibaruta est condamné le 12 juillet 2022 par la cour d'assises de Paris à 20 ans de réclusion criminelle pour complicité de génocide et crimes contre l'humanité pour plusieurs massacres de Tutsis. Il est toutefois acquitté pour d'autres massacres (dans la paroisse de Kibeho le 14 avril 1994 et dans la prison de Gikongoro).